# Diethylenglycolmonoethylether
Diethylenglycolmonoethylether ist eine chemische Verbindung aus der Gruppe der Glycolether.

## Gewinnung und Darstellung
Diethylenglycolmonoethylether kann aus Ethylglycol und Ethylenoxid hergestellt werden. Es werden mehr als 1000 Tonnen pro Jahr hergestellt.

## Eigenschaften
Diethylenglycolmonoethylether ist eine farblose Flüssigkeit mit süß-muffig bis fruchtigem Geruch. Sie besitzt eine dynamische Viskosität von 3,85 mPa · s bei 25 °C. Die Geruchsschwelle der Verbindung liegt bei 3 ml · m−3.

## Verwendung
Diethylenglycolmonoethylether wird als Lösevermittler, schwerflüchtiges Lösungsmittel, Lackveredler verwendet. Es ist in nichtwässrigen Holzbeizen, Stempelfarben, Lederfarbstoffen, Druckpasten und Druckfarben enthalten. Es dient auch als Lösungsmittelzusatz Kosmetika, als Brems- und Hydraulikflüssigkeit so-
wie Ausgangsmaterial für Synthesen.
Ab dem 25. März 2017 dürfen nur kosmetische Mittel, die den Bestimmungen der EU-Verordnung 2016/314 entsprechen, auf dem Unionsmarkt in Verkehr gebracht und bereitgestellt werden. Darin werden Einschränkungen bezüglich Verwendung und Konzentration aufgeführt.

## Sicherheitshinweise
Die Dämpfe von Diethylenglycolmonoethylether können mit Luft ein explosionsfähiges Gemisch (Flammpunkt 90 °C, Zündtemperatur 190 °C) bilden.